# Илинден (район)
Вижте пояснителната страница за други значения на Илинден.
„Илинден“ е един от 24-те административни района на Столична община, разположен в северозападната част на град София. Има площ от 3,310 квадратни километра и население около 33 000 души (2023).

## Разположение
Район „Илинден“ се помещава в следните граници: река Суходолска, ж.п. линията Връбница – Надежда, ж.п. линията Централна гара – Захарна фабрика, ул. „Йосиф Щросмайер“, бул. „Габрово“, бул. „Константин Величков“ и бул. „Царица Йоанна“.
Местоположението на Район „Илинден“, с неговата стара, но доста добре поддържана инфраструктура с широки и китни междублокови пространства, има множество предимства, с които не могат да се похвалят по-новите и гъсто застроени райони. Районът разполага със 700 дка облагородени и добре стопанисвани зони за отдих и красиви зелени площи. Тук се намира парк „Света Троица“ – съвместяващ най-различни функции – от зона за отдих и разходка, през терен за спортни изяви и демонстрации, до културно средище и място за развлечение, събиращо на едно място множество активни дейци, последователи и любители на музиката, изкуствата и спорта.
На територията на района се намира и част от Западен парк – един от най-големите паркове в София, прославен в близкото минало като „разсадника“ на столицата, заради многобройните си растителни видове.
Район „Илинден“ разполага с много добре изградена и успешно функционираща база от учебни, детски, културни, здравни и социални заведения.
Макар и не много на брой, районът се гордее със своите културно-исторически паметници и забележителности. Културна ценност с национално значение представлява построената в края на 19 век Захарна фабрика – групов архитектурен паметник на културата.
Основните задачи на Район „Илинден“, както и на всички останали райони в структурата на Столична община, са свързани с дейностите по местното самоуправление на населението на неговата територия и прилагането на държавната политика за развитие на столицата.
Районът се именува „Илинден“ в памет на загиналите българи в Илинденско-Преображенското въстание, избухнало на 2 август 1903 г. Оцелелите от кръвопролитията българи – потомци на македонски родове, търсещи спасение от опожарените градове Прилеп, Щип, Кукуш и др. са първите заселници по западните покрайнини на София след Първата световна война.
Историческата връзка на района с Илинденско-Преображенското въстание, почитта към геройски загиналите българи и дълбоките християнски корени на местното население обуславят датата на районния празник, който се чества тържествено всяка година на 20 юли – Илинден.
|                     | Люлин • Връбница • Надежда |                 |
| Люлин Красна поляна |                            | Надежда Сердика |
|                     | Красна поляна • Възраждане |                 |

## Квартали
Район „Илинден“ включва изцяло или частично четири квартала:
- Гевгелийски квартал (Карта)
- Захарна фабрика (Карта)
- Илинден (Карта) – основната част, без зоната южно от от улица „Найчо Цанов“ (част от район „Красна поляна“)
- Света Троица (Карта) – основната част, без малкия участък югоизточно от булевардите „Константин Величков“ и „Сливница“ (част от район „Възраждане“).

Част от района е и североизточният край на Западния парк (Карта).

## Население

### Етнически състав
Преброяване на населението през 2011 г.
Численост и дял на етническите групи според преброяването на населението през 2011 г.:
|                     | Численост | Дял (в %) |
| Общо                | 33 236    | 100,00    |
| Българи             | 28 993    | 87,23     |
| Турци               | 110       | 0,33      |
| Цигани              | 413       | 1,24      |
| Други               | 296       | 0,89      |
| Не се самоопределят | 143       | 0,43      |
| Неотговорили        | 3281      | 9,87      |